# Großsteingrab Nartum

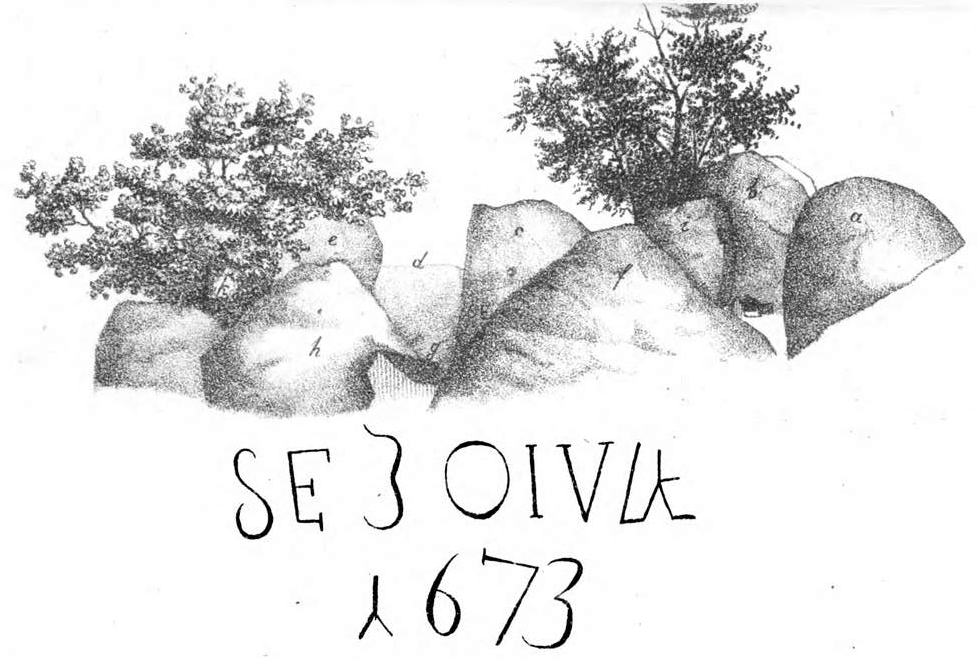
Das Großsteingrab Nartum in einer Zeichnung von 1826 mit Wiedergabe der Inschrift

Das Großsteingrab Nartum (auch als Hünenkeller bezeichnet) ist eine Grabanlage der jungsteinzeitlichen Trichterbecherkultur nahe dem zur Gemeinde Gyhum gehörenden Ortsteil Nartum im Landkreis Rotenburg (Wümme), Niedersachsen. Es trägt die Sprockhoff-Nummer 651.

## Lage
Das Grab liegt direkt am Ortsrand, etwa 150 m südwestlich des Friedhofs von Natum auf einem als Hünenkellerfeld bezeichneten Flurstück. 2,6 km nordwestlich befinden sich die Großsteingräber bei Steinfeld.

## Beschreibung
Das Grab gehört zum Typ der Großdolmen und ist ungefähr nordost-südwestlich orientiert. Es besaß ursprünglich vier Wandsteinpaare an den Langseiten und ebenso viele Decksteine. Von den beiden Abschlusssteinen an den Schmalseiten ist nur der südwestliche erhalten. Er steht noch in situ, ebenso wie drei Wandsteine der südöstlichen Langseite. Der dritte von Südwesten aus gesehen fehlt. Auf der nordwestlichen Langseite sind ebenfalls noch drei Steine erhalten, der nordöstliche fehlt. Die Wandsteine sind schräg aufeinander zugeneigt. Von den ursprünglich vier Decksteinen ist nur noch einer erhalten und ins Kammerinnere gestürzt. Der mittlere noch erhaltene Wandstein auf der Südostseite weist folgende, heute unter dem Erdboden befindliche Inschrift auf: „dE 30 IVL 1673“ (bzw. „SE 30 IVL 1673“).